# Melanolepis vitifolia
Melanolepis vitifolia är en törelväxtart som först beskrevs av Carl Ernst Otto Kuntze, och fick sitt nu gällande namn av François Gagnepain. Melanolepis vitifolia ingår i släktet Melanolepis och familjen törelväxter. Inga underarter finns listade i Catalogue of Life.